# チトセラン属
チトセラン属 (サンセベリア属) Sansevieria Thunb., non cons. はキジカクシ科の植物。多くは短く這う根茎から地上に葉だけを出す。観賞用や繊維用などの有用植物を含む。なお、遺伝子塩基は配列による分類方法 APG IV ではチトセラン属はリュウケツジュ属 (ドラセナ属) に併合されて消失している。園芸上では価値観の相違から、サンセベリア属として扱われている。https://powo.science.kew.org/results?q=Sansevieria

## 特徴
多年生の草本。茎は地下にある短い根茎の形を取り、あるいは匍匐茎を出す。ただし茎が立ち上がって低木状となる種(S. arborescens など)もある。地上に出る葉はロゼット状に出て、固い繊維質か多肉質をしており、扁平な剣状か、あるいは棒状になる。
花は単独に立ち上がる花茎の上に総状花序をなすか穂状、あるいは束生に生じる。花は円筒形で、基部が膨らんでいる。花被片も雄しべも6個。果実は液果で種子が1-3個含まれる。
学名はイタリアのサンセヴィエロ(Sanseviwro)の王子デ・サングロ(R. de Sangro 1710-71)にちなむ。和名は千歳蘭の意で葉の寿命が長いことに依る。園芸方面では学名カナ読みでサンセベリア等の名もよく用いられる。別名としてトラノオ、あるいはトラノオランもある。ちなみに中国名は虎尾蘭である。

## 種と分布
アフリカの熱帯から亜熱帯域、マダガスカル、それに南インドに分布し、60-70種がある。

## 代表的な種
以下に代表的なものを挙げておく。
- Sansevieria チトセラン属
  - Sansevieria aethiopica
  - Sansevieria arborescens
  - Sansevieria conspicta
  - Sansevieria cylindrica ボウチトセラン
  - Sansevieria dooneri
  - Sansevieria ehrenbergii
  - Sansevieria grandis オオヒロハチトセラン
  - Sansevieria hyacinthoides ヒロハチトセラン
  - Sansevieria etallica
  - Sansevieria parve
  - Sansevieria stuckyii ツツチトセラン
  - Sansevieria subspicata
  - Sansevieria suffruticosa
  - Sansevieria trifasciata アツバチトセラン - アフリカ原産
  - Sansevieria zeylanica - スリランカ原産（小種名のzeylanicaは「セイロンの」の意。参考：Wikt:en:zeylanicus）。よく出回っているSansevieria trifasciataとよく似ているが、葉はより硬く、やや薄い。Sansevieria trifasciataの葉縁部の斑が無いものが本種の名称で販売されている事がよくある。（※ただし、もっとも、本種がSansevieria trifasciataと同じ種である認定がされる可能性はそれなりに存在する。しかしその場合でも、種より下のレベル（亜種、品種）での違いとして扱われるような性質的違いは存在し、また系統の違いについては確実に存在する。）

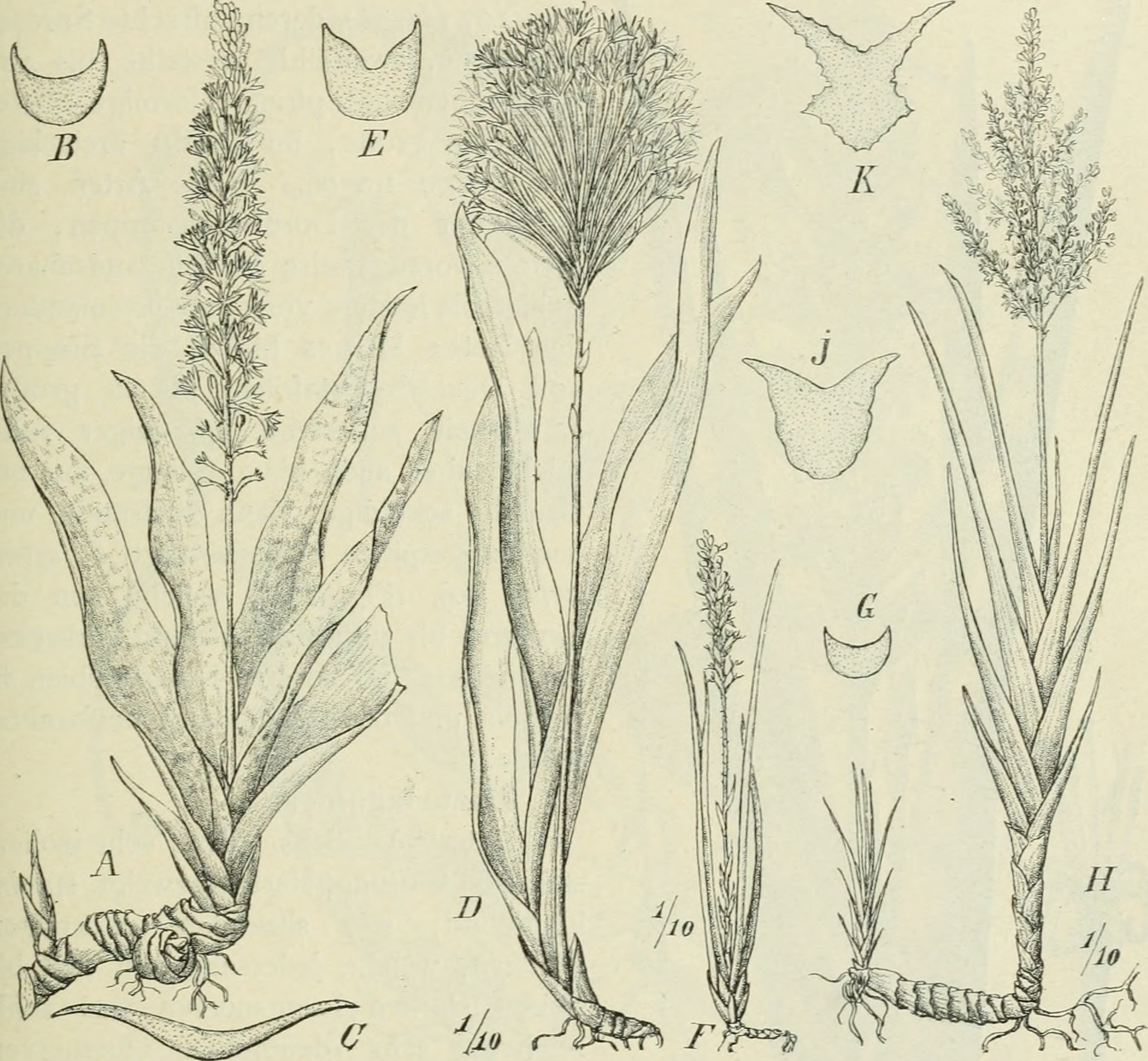
図版
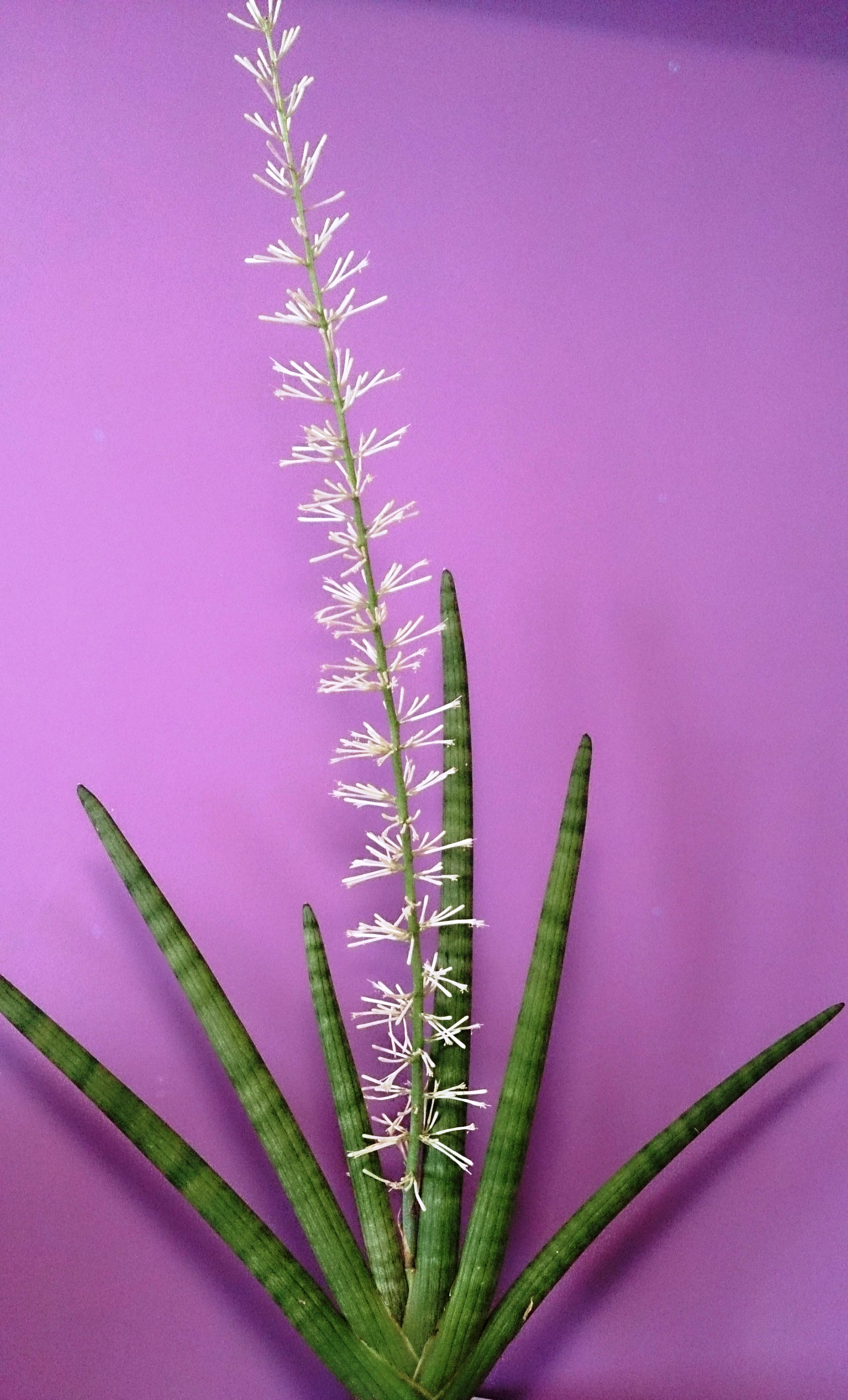
ボウチトセラン
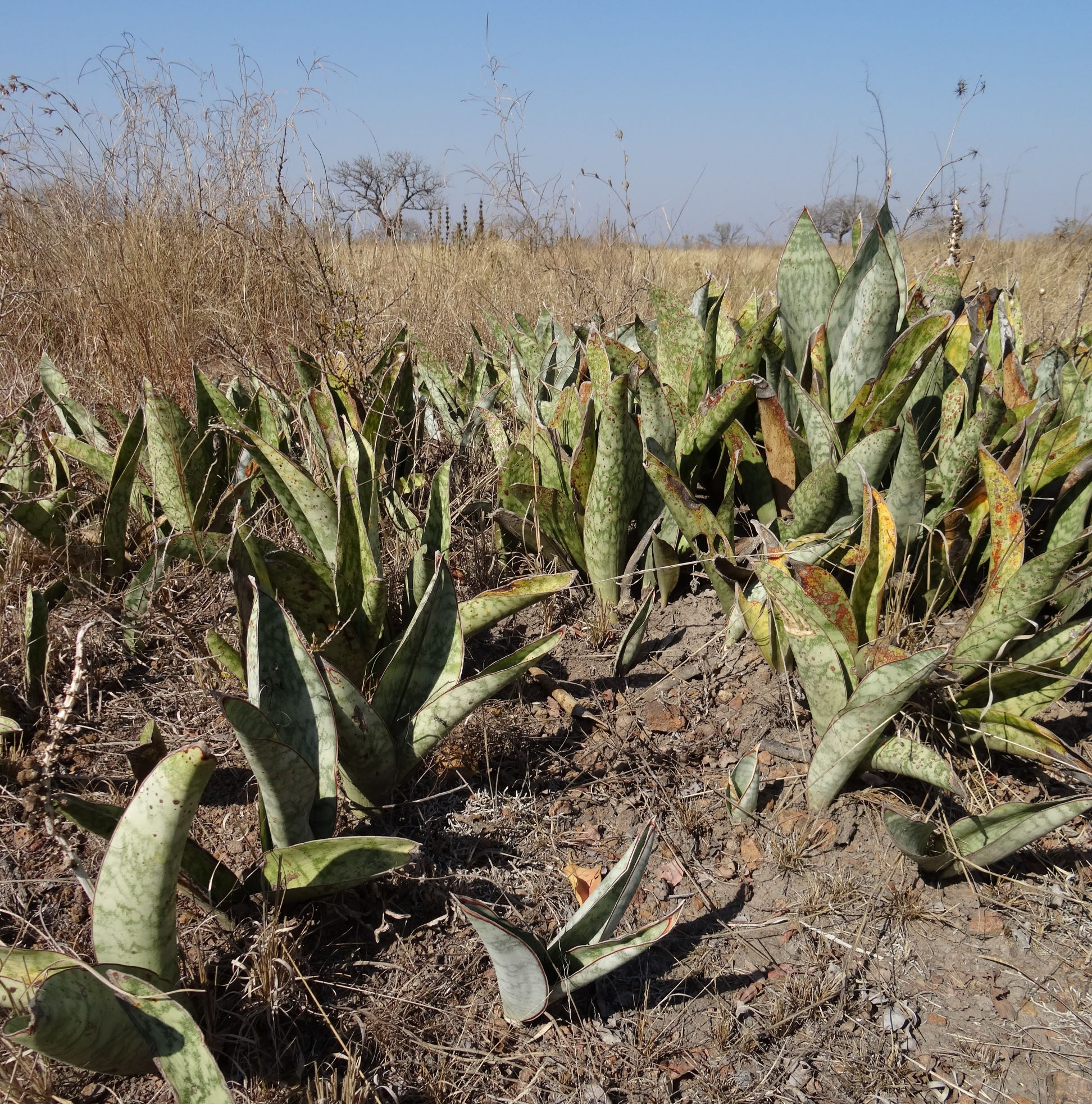
ヒロハチトセラン
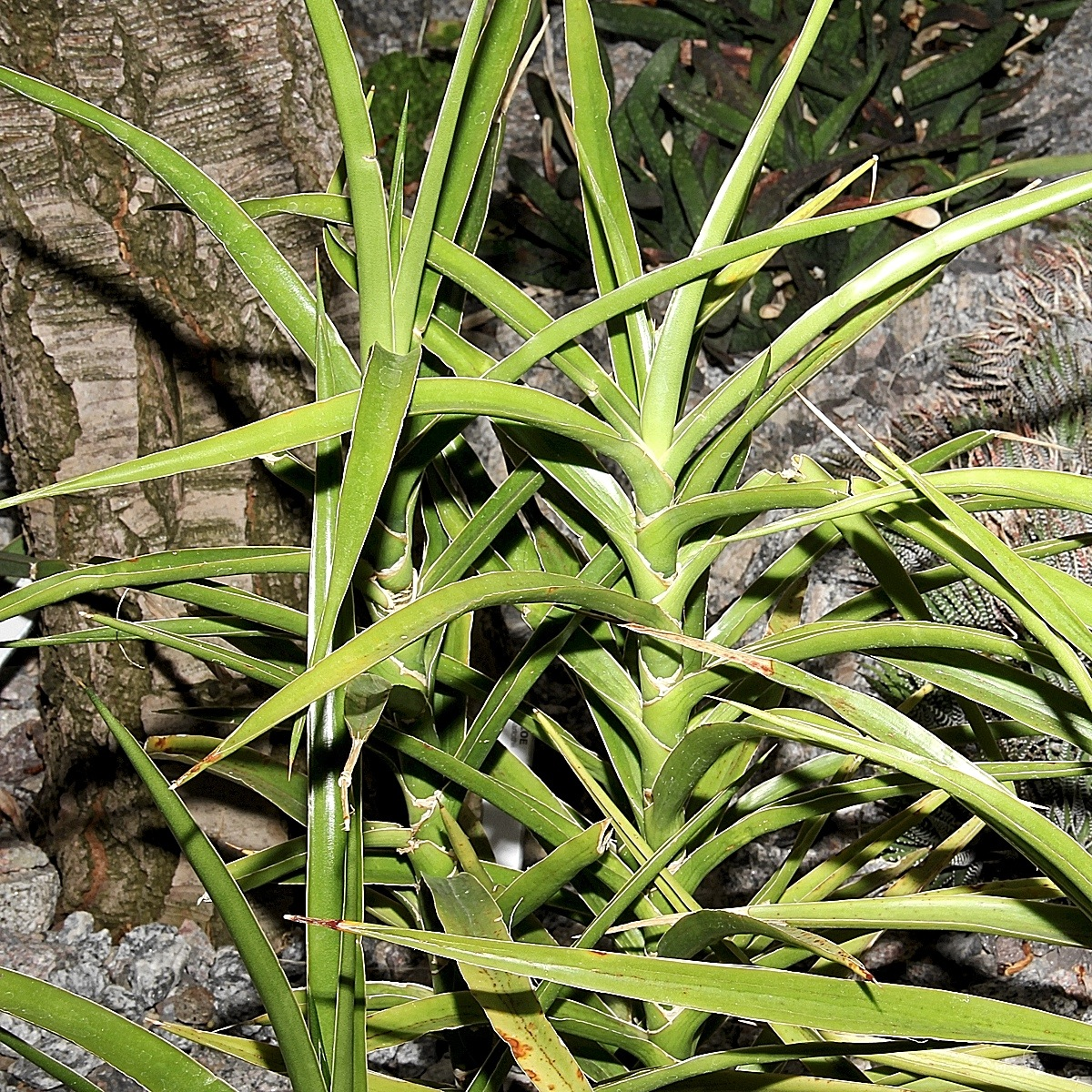
S. arborescens 茎が立つ種

## 利用
観賞用、及び繊維植物として利用される。
観葉植物として利用される種が幾つかある。乾燥に強くて潅水の手間がかからないので室内栽培に向いているが、熱帯域では庭植えされることもある。また切り葉にも利用される。
特にアツバチトセラン S. trifasciata は観賞用によく栽培され、普通にチトセラン、あるいはサンセベリアといえばこの種を指す。園芸品種も多数あり、むしろ黄色の覆輪を持つ品種であるフクリンチトセラン（ローレンチー S. trifasciata 'Laurentii'）の方が普通に栽培されている。サンセベリアと言えばこの品種のこと、との声もある。
また葉から繊維を取って利用される種もある。上記アツバチトセランも利用されるが、繊維用としてはヒロハチトセラン S. hyacinthoides やオオヒロハチトセラン S. grandis、それに S. zeylanica がよく用いられ、アフリカやアジアの一部ではこれを用いて弓の弦、釣り糸、ロープ、マット、帆、ハンモックなどを作る。